# ماجرای فکر فلسفی در جهان اسلام
کتاب ماجرای فکر فلسفی یک دانشنامه بزرگ فلسفی است که درباره روند رشد فلسفه اسلامی از ابتدا تا به امروز را نقد و تحلیل می‌کند. این کتاب نوشته فیلسوف معاصر غلامحسین ابراهیمی دینانی است که در سه مجلد و توسط انتشارات طرح نو نشر شده‌است.

## موضوع کتاب
این کتاب درباره تاریخ تفکر فلسفه اسلامی از پیدایش اسلام تاکنون است. در پشت جلد کتاب به قلم ناشر آمده‌است:«اندیشه‌های فلسفی در جهان اسلام آرام و بدون کشمکش صورت نپذیرفته و در هر برهه‌ای از زمان با نوعی مخالفت و خصومت روبرو بوده‌است. آنچه در این اثر مورد بحث و گفتگو واقع شده ماجرای پر نشیب و فراز فکر فلسفی است که از میان گروههای متعدد و متضاد مخالف عبور کرده و با بحرانهای سخت و دشوار مواجه گشته‌است. شکل‌گیری اندیشه فلسفی نتیجه‌ای است که از نوعی تعاطی و برخورد اندیشه‌ها حاصل می‌گردد. آنچه در سیر تاریخ اندیشه فلسفی در جهان اسلام کمتر محل توجه بوده، تفکر مخالفان و معارضان با فلسفه‌است که نقشی اساسی در ماجرای فکر فلسفی جهان اسلام ایفا کرده‌اند. برای اولین بار نویسنده کتاب در زبان فارسی با رجوع به اصل نوشته‌های معارضان با فلسفه پرده از تاریخ فکر فلسفی در جهان اسلام بر می‌دارد و خواننده در این کتاب از رهگذر آشنایی با اندیشه متفکران ضد فلسفه چون غزالی، ابن حزم، شهرستانی، فخر رازی، ابن تیمیه، موسی بن میمون، ابوالنجا الفارص، شیخ عبدالله جیلانی، ابوالبرکات بغدادی و همچنین با تلاش فلاسفه برای پاسخگویی به ردیات آنان، به تصویری زنده از تعین و شکل‌گیری اندیشه فلسفی در فرهنگ اسلامی دست می‌یابد. کتاب حاضر اولین کتاب از سه گانه‌ای است که در صدد است در قالب مهمترین مسائل مناقشه‌آمیز میان مخالفان و موافقان فلسفه، شرحی دلکش از ماجرای فکر فلسفی در جهان اسلام را تا زمان حاضر ارائه نماید.»

## نقل قول
دینانی در مصاحبه‌ای شرح می‌دهد که: «آغازگر فلسفه اسلامی، فارابی است. در فلسفه اسلامی دو یا سه حوزه را می‌توان شناسایی کرد. حوزه شیراز که حاصل اجتماع متکلمان و فلاسفه متعددی است. جلال‌الدین دوانی، محمد صدرالدین دشتکی و غیاث‌الدین منصور دشتکی از آن جمله‌اند. این حوزه در قرن نهم شکل گرفته، ابتدا بیشتر کلامی بوده و بعد رنگ فلسفی به خود گرفته‌است. چند قرن بعد در اصفهان اتفاقی مشابه با افرادی چون میرداماد و ملاصدرا افتاد و پس از آن در دهه‌های اخیر در تهران با فلسفه‌ورزی کسانی مثل حکیم جلوه و زنوزی.»

## فهرست
هر کدام از عناوین فهرست این دانشنامه مرجع فلسفه اسلامی، خود یک کتاب و مقاله‌است، مانند مکتب تفکیک.
- (جلد اول)
- پیشگفتار

۱. مخالفت و ستیز با فلسفه
۲. نومی‌نالیسم و انکار کلیات
۳. صحنه‌ای دیگر از کثرت انگاری
۴. شیوه دوگانه یا شوخی با عقل
۵. عمل زدگی آفت فلسفه‌است
۶. سوء فهم در مسائل فلسفی
۷. جانشین منطق
۸. آیا مرجح بودن برای اراده یک صفت ذاتی است؟
۹. تقدم اراده و جواز گزاف
۱۰. رد اهل منطق
۱۱. اوج جمود
۱۲. فتوای ابن الصلاح بر ضد منطق
۱۳. آیا قیاس تمثیل قویتر از قیاس شمولی است؟
۱۴. شیخ عبدالله جیلانی و تشکیکهای منطقی
۱۵. ابو النجاالفارض و موضع ضد منطقی او
۱۶. جدال میان نحوی و منطقی در گزارش ابو حیان
۱۷. موضع ابن حزم ظاهری در باب دین و منطق
۱۸. ابن حزم و اندیشه‌های فلسفی
۱۹. رساله ابن حزم در رد نخستین فیلسوف جهان اسلام
۲۰. بدیهیات در نظر ابن حزم
۲۱. کتابهایی که تحت عنوان تهافت الفلاسفه نوشته شده‌است
۲۲. تهافت التهافت و دفاع از فلسفه
۲۳. موضع ابن رشد در مقابل متکلمین
۲۴. شهرستانی و کشتی با فلاسفه
۲۵. پهلوان طوس در برابر شهرستانی
۲۶. مسئله کسب اشعری
۲۷. فیلسوفی که ادعا دارد از فلاسفه بسیار کم آموخته‌است
۲۸. مواضع مخصوص ابوالبرکات بغدادی
۲۹. نظر ابوالبرکات بغدادی در باب اراده‌های متجدد حق
۳۰. زمان امتداد وجود است نه مقدار حرکت
۳۱. امام فخر رازی و فلسفه
۳۲. آیا ادله سمعی مفید یقین است؟
۳۳. موسی بن میمون و موضع سرسخت او در انکار صفات حق تعالی
۳۵. محدودیت عقل و خطر الهیات در نظر ابن میمون
۳۶. القاء شبهه در مسائل فلسفی لزوما به معنی مخالفت با فلاسفه نیست
- (جلد دوم)
- پیشگفتار

۳۷. خواجه نصیرالدین طوسی و شیخ مفید در یک نظر اجمالی
۳۸. سید مرتضی علم الهدی اندیشه و نظر را نقطه عزیمت فهم دین می‌داند
۳۹. سمعیات الطاف الهی است در عقلیات
۴۰. چرا معتزله در روایات مورد لعن و نکوهش قرار گرفته اند؟
۴۱. نزاع میان دو رازی در ری
۴۲. فیلسوف ری و فیلسوف اندلس
۴۳. حدود فلسفه و شریعت در نظر ابن سینا
۴۴. ماجرای انجمن سری اخوان الصفا
۴۵. تعاطی افکار و داد و ستد اندیشه‌ها
۴۶. از ابوسعید سیرافی تا انطون سعادة و زکی ارسوزی
۴۷. تنهایی فیلسوف و تدبیر الموحد
۴۸. در میان فیلسوفان مسلمان، شرقی کیست و غربی کدام است؟
۴۹. سیف الدین امدی در برابر فلاسفه
۵۰. موضع مخصوص سیف الدین امدی در باب وجوب و اختیار
۵۱. تیر در تاریکی
۵۲. از خواجه نصیرالدین طوسی تا جلال الدین دوانی
۵۳. جلال الدین دوانی و حوزه فلسفی شیراز
۵۴. میرداماد و حکمت معنوی تشیع
۵۵. دو جریان متفاوت فکری در حوزه فلسفی اصفهان
۵۶. حکمت متعالیه ملاصدرا در آئینه احادیث
۵۷. حکمای بعد از صدرالمتاهلین
۵۸. انصاف در رساله الانصاف فیض کاشانی
۵۹. فلسفه اشراق یا هزاره گرایی آذر کیوانیان؟
۶۰. فقیه فیلسوف یا فیلسوف فقها؟
۶۱. کتابنامه
۶۲. فهرست اعلام
۶۳. فهرست کتب و رسائل
۶۴. فهرست مذاهب، فرق و گروهها
- (جلد سوم)

۶۵. ماهیت فلسفه اسلامی
۶۶. آیا فلاسفه اسلامی در راه جمع و توفیق میان عقل و دین موفق بوده اند؟
۶۷. صدر المتاهلین و تأسیس اصل در فلسفه اسلامی
۶۸. هستی و حضور
۶۹. تفکر و هستی
۷۰. نور یا وجود؟
۷۱. شواهد اصالت وجود
۷۲. وجود و تشخص
۷۳. تشخص مرجع ضمیر "(من)"
۷۴. تشکیک در وجود
۷۵. عقل و نقل
۷۶. اساس تاویل و آثار آن
۷۷. شرح اصول کافی ملاصدرا و بحارالانوار مجلسی
۷۸. از صدرالمتاهلین شیرازی تا قاضی سعید قمی
۷۹. شیخ احمد احسائی در نقش امام فخرالدین رازی
۸۰. انعکاس اندیشه‌های احسائی در آثار حاج سید کاظم رشتی
۸۱. مکتب تفکیک
- فهرست اعلام
- فهرست کتب و رسائل
- فهرست فرق و مذاهب
- فهرست اصطلاحات
- فهرست موضوعی
- کتابنامه